# Sasaki to Miyano
Sasaki to Miyano (佐々木と宮野; conhecido no Brasil como Sasaki e Miyano e em inglês como Sasaki and Miyano) é uma série de mangá escrita e ilustrada por Shō Harusono, serializada através do website Pixiv Comic desde 2016. Foi compilada em dez volumes de tankōbon através da Media Factory. Uma adaptação em light novel por Kotoko Hachijō, com dois volumes, foi publicada pela Media Factory de outubro de 2018 a março de 2020. Uma série de mangá spin-off por Harusono, intitulada Hirano to Kagiura (平野と鍵浦), é serializada pela revista Monthly Comic Gene, da Media Factory, desde março de 2019 e já foi compilada em cinco volumes de tankōbon. Sasaki to Miyano acompanha a história de dois estudantes do ensino médio cuja amizade gradualmente se torna romântica.
Uma adaptação em série de televisão de anime pelo Studio Deen foi ao ar entre janeiro e março de 2022. Um filme de anime, Eiga Sasaki to Miyano: Sotsugyō-hen, estreou nos cinemas japoneses em fevereiro de 2023.

## Enredo
Em um dia de verão, Yoshikazu Miyano, um garoto apaixonado por boy's love que tem um complexo sobre sua aparência feminina, presencia uma briga na escola. Ele cria coragem para intervir, mas é impedido no último instante pelo veterano delinquente Shūmei Sasaki, que intervém por ele. Desde então, Miyano não consegue parar de pensar em Sasaki. Os dois se dão bem quando Sasaki pede emprestado um dos mangás favoritos de Miyano, e agora ele não consegue evitar de querer aproveitar todas as oportunidades para conhecer Miyano melhor.[carece de fontes?]

## Personagens
Yoshikazu Miyano (宮野由美, Miyano Yoshikazu)
Voz por: Soma Saito (japonês); Joshua Waters (inglês); Danilo Diniz (português brasileiro)
Um calouro baixinho e bishōnen. Apesar de se sentir atraído por garotas, ele se identifica como fudanshi — um fã masculino de mangás yaoi — e está atento aos clichês do gênero quando eles aparecem em sua vida real. Ele esconde seu hobby da maioria das pessoas por vergonha, embora o compartilhe alegremente com Sasaki. No ensino fundamental, ele frequentemente se sentia constrangido com sua aparência andrógina, uma insegurança da qual ele gradualmente se livra após chegar ao ensino médio. Sasaki o chama carinhosamente de "Miya-chan" (宮ちゃん), ou simplesmente "Miya" na dublagem em inglês do anime.
Shūmei Sasaki (佐々木秀鳴, Sasaki Shūmei)
Voz por: Yusuke Shirai (japonês); Kellen Goff (inglês); Gabriel Neves (português brasileiro)
Um garoto alto do segundo ano que faz amizade com Miyano no início da história. Embora geralmente seja amigável e aberto aos outros, sua aparência e comportamento lhe renderam a reputação de delinquente. Ele é mais expressivo que Miyano em suas emoções e é o primeiro a reconhecer sua atração por ele. Eventualmente, ele se torna namorado de Miyano.
Taiga Hirano (平野大河, Hirano Taiga)
Voz por: Yoshitsugu Matsuoka (japonês); Brandon McInnis (inglês); Lucas Marcondes (português brasileiro)
Colega de classe de Sasaki e amigo em comum dele e de Miyano. Sendo um ano mais velho que Miyano, demonstra um forte instinto protetor em relação a ele.
Jirō Ogasawara (小笠原次郎, Ogasawara Jirō)
Voz por: Yūki Ono (japonês); Jonah Scott (inglês); Bruno Ferian (português brasileiro)
Masato Hanzawa (半澤雅人, Hanzawa Masato)
Voz por: Yuma Uchida (japonês); Brendan Blaber (inglês); Filipe Teófilo (português brasileiro)
Tasuku Kuresawa (暮沢丞, Kuresawa Tasuku)
Voz por: Ryōhei Arai (japonês); Kayleigh McKee (inglês); Cadu Ramos (português brasileiro)
Gonsaburō Tashiro (田代権三郎, Tashiro Gonsaburō)
Voz por: Mitsuhiro Ichiki (japonês); Y. Chang (inglês); Flávio Oliveira (português brasileiro)

## Mídias

### Mangá
A série é escrita e ilustrada por Shō Harusono e serializada online através do website Pixiv Comic desde fevereiro de 2016. Foi compilada em dez volumes de tankōbon pela Media Factory. O mangá é licenciado pela Yen Press na América do Norte e pela Panini no Brasil. A série spin-off Hirano to Kagiura também é licenciada na América do Norte pela Yen Press.

#### Lista de volumes
| - Capítulos 1-7 |

| - Capítulos 8-12 |

| - Capítulos 13-18 |

| - Capítulos 19-23 |

| - Capítulos 24-27 |

| - Capítulos 28-33 |

| - Capítulos 33.5-39 |

| - Capítulos 40-42 |

| - Capítulos 43-46 |

| - Capítulos 47-51 |

#### Sériespin-off
| - Capítulos 1-4 |

| - Capítulos 5-10 |

| - Capítulos 11-15 |

| - Capítulos 16-20 |

| - Capítulos 21-24 |

### Light novels

#### Hirano to Kagiura
| N.º | Data de lançamento    | ISBN              |
| --- | --------------------- | ----------------- |
| 1   | 26 de outubro de 2018 | 978-4-04-065189-7 |

#### Sasaki to Miyano
| N.º | Data de lançamento    | ISBN              |
| --- | --------------------- | ----------------- |
| 1   | 26 de março de 2020   | 978-4-04-064485-1 |
| 2   | 27 de janeiro de 2022 | 978-4-04-064971-9 |

### Anime
Uma adaptação para anime foi anunciada em 20 de novembro de 2020. A adaptação, mais tarde revelada como uma série de televisão, foi animada pelo Studio Deen e dirigida por Shinji Ishihira, com Yoshiko Nakamura cuidando da composição da série, Maki Fujii desenhando os personagens e Kana Shibue compondo a música. A série foi ao ar de 10 de janeiro a 28 de março de 2022 na Tokyo MX e outras emissoras. A canção de abertura é "Mabataki" (Blink), interpretada por Miracle Chimpanzee, enquanto o tema de encerramento é "Ichigo Sunset" (Strawberry Sunset), interpretado por Yusuke Shirai e Soma Saito como seus respectivos personagens. A Funimation transmitiu a série fora da Ásia, que posteriormente foi transferida para a Crunchyroll após a aquisição da empresa pela Sony. A Medialink licenciou a série no Sudeste Asiático e no Sul da Ásia; e está disponível no canal Ani-One Asia, no YouTube, iQiyi, Bilibili, entre outros. Um episódio OVA foi lançado com o nono volume do mangá em 27 de julho de 2022.
A série foi lançada em DVD e Blu-ray no Japão em 4 volumes, cada volume contendo 3 episódios. Na América do Norte, a Crunchyroll lançou a temporada completa em Blu-ray em 3 de janeiro de 2023.
Após o episódio final, foi anunciado que a série receberia um novo projeto de anime. Posteriormente, foi revelado que se tratava de um filme de anime, intitulado Eiga Sasaki to Miyano: Sotsugyō-hen, com o elenco principal e a equipe retornando da série de anime. Estreou no Japão em 17 de fevereiro de 2023, juntamente com um curta-metragem em anime adaptada do mangá spin-off Hirano to Kagiura. A Crunchyroll licenciou o filme e realizou exibições no Sakura-Con e no Anime Central antes da estreia na plataforma.

#### Lista de episódios
| N.º | Título | Dirigido por     | Escrito por      | Roteiro por        | Exibição original       |
| --- | --- | ---------------- | ---------------- | ------------------ | ----------------------- |
| 1 | "Primeira Vez" Transliteração: "Hajimete." (em japonês: 初めて。)                                                                                             | Takehiro Ueno    | Yoshiko Nakamura | Shinji Ishihira    | 10 de janeiro de 2022   |
| Miyano, um aluno do primeiro ano de uma escola só para meninos, testemunha outro aluno sendo espancado. Quando está prestes a intervir, um aluno do segundo ano, Sasaki, intervém e separa a briga. Alguns dias depois, Miyano visita a sala de aula de seu colega do comitê disciplinar, Hirano, que está na mesma classe que Sasaki. Miyano o agradece por parar a briga, embora Hirano confunda o interesse de Sasaki por ele com assédio e o avise para não incomodar Miyano. Os valentões que Sasaki interceptou o espancam em retaliação. Depois, Miyano lhe oferece um curativo e Sasaki, meio brincando, o convida para um encontro. Nos meses seguintes, os dois garotos se tornam amigos e começam a ir para a escola juntos. Sasaki pede recomendações de mangás e Miyano revela seu amor pelo gênero yaoi, o que o leva a lhe emprestar rotineiramente cópias de seus mangás favoritos, sobre os quais eles discutem em particular na escola. Sasaki se apaixona por Miyano. | |                  |                  |                    |                         |
| 2 | "A Pessoa que Amo" Transliteração: "Suki na Ko." (em japonês: 好きな子。)                                                                                     | Shunji Yoshida   | Yoshiko Nakamura | Takehiro Ueno      | 17 de janeiro de 2022   |
| Miyano fica constrangido quando Sasaki quer discutir mangás yaoi na escola e pede que ele não fale sobre isso em público. Em particular, Sasaki luta para combater seus sentimentos crescentes por Miyano. Tashiro, colega de classe de Miyano, observa a forte ligação entre eles e pergunta se eles estão namorando, o que Miyano nega veementemente. Kuresawa, o aluno que estava sendo espancada, defende o arranjo de mangás deles, apesar da personalidade delinquente de Sasaki. A interação faz Miyano se preocupar que Sasaki esteja sendo assediado por causa de seu hobby. No caminho de volta da escola para casa, Sasaki nota uma vitrine de Dia dos Namorados e sugere que ele e Miyano comprem doces um para o outro, mas Miyano recusa. Sasaki compra chocolates para ele mesmo assim. | |                  |                  |                    |                         |
| 3 | "O Senpai..." Transliteração: "Senpai wa." (em japonês: 先輩は。)                                                                                             | Naoki Murata     | Sayuri Ōba       | Toshinori Watanabe | 24 de janeiro de 2022   |
| Miyano começa a se perguntar se as intenções de Sasaki em relação a ele são realmente platônicas. Ele ouve um veterano confrontando Sasaki sobre seu interesse em mangás yaoi, o que não deixa Sasaki constrangido. No Dia Branco, Miyano presenteia Sasaki com alguns doces, fazendo com que Sasaki fique nervoso e saia correndo após aceitar o presente. O ano letivo chega ao fim e Miyano conhece Ogasawara, o aluno que questionou Sasaki sobre yaoi por causa da admiração de sua namorada. Mais tarde naquele dia, Sasaki e Miyano pegam o trem para casa juntos. Miyano encosta a cabeça no ombro de Sasaki e este, pensando que está dormindo, sussurra: "Eu gosto de você". Isso desperta Miyano assustado. | |                  |                  |                    |                         |
| 4 | "Limite" Transliteração: "Genkai." (em japonês: 限界。) | Daiei Andō       | Yuka Yamada      | Daiei Andō         | 31 de janeiro de 2022   |
| Um novo ano letivo começa enquanto Miyano continua a contemplar o significado da declaração de Sasaki no trem e se pergunta se ele tem uma queda por ele. No corredor, um transeunte acidentalmente joga Miyano contra Sasaki, fazendo com que este fique visivelmente perturbado com a proximidade. Em casa, Miyano argumenta que não pode se sentir atraído por Sasaki porque tinha uma queda por uma garota no ensino fundamental. Miyano ouve Ogasawara discutindo com sua namorada Emi ao telefone e tenta oferecer alguns conselhos. Ogasawara estende a mão para acariciar sua cabeça, mas Sasaki, que está passando, agarra Miyano por trás, de forma protetora, por instinto, antes de perceber que ele está falando apenas com Ogasawara. O incidente faz Miyano ponderar se ele se sente de fato atraído por homens além de mulheres, e ele se pergunta se Sasaki também se sente. | |                  |                  |                    |                         |
| 5 | "Um a Um" Transliteração: "Ikko Zutsu." (em japonês: いっこずつ。)                                                                                            | Takehiro Ueno    | Yoshiko Nakamura | Takehiro Ueno      | 7 de fevereiro de 2022  |
| Com verão se aproximando, a escola organiza um festival esportivo. Sozinho com Miyano, Sasaki confessa sentimentos românticos por ele, mas diz que não precisa de uma resposta imediatamente. No entanto, quando Miyano pergunta o que ele gosta nele, Sasaki entra em pânico e diz: "Seu rosto". Sozinho, Miyano luta com seus sentimentos complexos por Sasaki e passa mal por um breve momento. Em uma reunião do comitê, ele adormece e Hirano pede a Sasaki para cuidar de Miyano enquanto ele vai ver um professor. Quando Miyano acorda, se assusta ao ver Sasaki. Hirano observa a interação tensa entre eles e, depois que Miyano sai, Sasaki lhe confidencia sua confissão. Usando o telefone de Hirano, ele liga para Miyano e diz que gosta mais nele do que apenas seu rosto, antes de desligar. Hirano e Sasaki conversam mais detalhadamente, enquanto Miyano se sente aliviado por Sasaki gostar dele por algo mais do que sua aparência, algo sobre o qual ele era inseguro no ensino fundamental. | |                  |                  |                    |                         |
| 6 | "Sentimentos" Transliteração: "Kimochi." (em japonês: 気持ち。)                                                                                               | Shunji Yoshida   | Sayuri Ōba       | Shinji Ishihira    | 14 de fevereiro de 2022 |
| Após a confissão de Sasaki, ele e Miyano continuam a passar tempo juntos como amigos. À medida que as provas de meio de semestre se aproximam, Miyano pensa sobre a melhor maneira de comemorar o aniversário de Sasaki, considerando o relacionamento incerto que ambos enfrentam. Quando o dia chega, ele acaba lhe dando um pirulito que Tashiro lhe ofereceu. Um dia, enquanto caminhavam juntos para a escola, eles percebem que um ano se passou desde que se conheceram. No último dia de provas, Sasaki e Miyano compartilham um guarda-chuva enquanto caminham para casa. Miyano aproveita a oportunidade para perguntar diretamente se ele é gay, e Sasaki responde que nunca se sentiu atraído por outros homens antes de conhecê-lo. Miyano admite que nunca considerou a possibilidade de gostar de garotos e ainda não tem certeza de seus sentimentos, sugerindo também que os sentimentos de Sasaki podem mudar junto com ele. No entanto, Sasaki diz estar feliz por Miyano estar pensando seriamente em sua confissão e declara que seus sentimentos por ele são incondicionais. Eles concordam em permanecer amigos até que Miyano consiga lhe dar uma resposta definitiva. | |                  |                  |                    |                         |
| 7 | "Não Quero Causar Problemas" Transliteração: "Komarasetaku nē no ni." (em japonês: 困らせたくねーのに。)                                                      | Mana Yamauchi    | Yuka Yamada      | Toshinori Watanabe | 21 de fevereiro de 2022 |
| O colégio se prepara para o próximo festival cultural. A turma de Miyano o indica como representante na competição de cross-dressing e ele relutantemente concorda, com a condição de que sua roupa não seja muito feminina, com Kuresawa como seu substituto. Enquanto estava em um shopping com Sasaki, Miyano encontra Makimura, a garota por quem ele tinha uma queda no ensino fundamental, e eles começam uma conversa amigável, mas Sasaki o afasta por ciúmes. Miyano admite que ela era sua antiga paixão, mas diz que seus sentimentos por ela já desapareceram há muito tempo. Sasaki, por sua vez, pede desculpas pela maneira como o afastou, dizendo que não quer ser rude com alguém de quem gosta. Enquanto trabalha, Sasaki se preocupa com a ideia de Miyano ter uma queda por outra pessoa. Ele também encontra Kuresawa, que explica que está na região para visitar sua namorada, que está no hospital. Ele também agradece formalmente a Sasaki por defendê-lo meses atrás e admite que foi ele quem instigou a briga naquele dia. No caminho para a escola mais tarde naquele dia, Sasaki e Miyano se unem enquanto compartilham fones de ouvido.                       | |                  |                  |                    |                         |
| 8 | "Eu Percebi" Transliteração: "Kizuita." (em japonês: 気づいた。)                                                                                              | Takehiro Ueno    | Sayuri Ōba       | Takehiro Ueno      | 28 de fevereiro de 2022 |
| Na escola, Sasaki continua a flertar com Miyano e a provocá-lo sobre sua paixão por ele. O presidente Hanzawa ajuda Miyano a se preparar para sua participação na próxima competição, provando-lhe uma roupa tradicional. Durante a prova, Miyano pergunta a ele o que ele acha que significa ter sentimentos por alguém, e Hanzawa postula que o maior indicador de amor é estar constantemente pensando em alguém. Sasaki visita Miyano enquanto ele está vestido com sua fantasia e questiona se ele realmente quer participar da competição, mas Miyano reluta em desistir após o trabalho duro de todos os outros. Sasaki se emociona e quase o beija, mas o abraça. Miyano toma consciência de seus próprios sentimentos por Sasaki. | |                  |                  |                    |                         |
| 9 | "Eu Quero Poder Cuidar do Senpai" Transliteração: "Senpai no Koto Daiji ni Shitaitte Omotte." (em japonês: 先輩のこと大事にしたいって思って。)                | Naoki Murata     | Yuka Yamada      | Toshinori Watanabe | 7 de março de 2022      |
| Miyano luta para definir com certeza a natureza de sua atração por Sasaki. Kuresawa percebe seus problemas e o convida para ir à livraria por ele. Mais tarde, Miyano diz a Sasaki que decidiu continuar com o concurso de cross-dressing e os dois fazem planos para passar um tempo juntos durante o festival cultural. Durante a aula, Sasaki pega um resfriado e vai à enfermaria, onde descobre que ela está ausente. Do lado de fora, ele encontra Miyano, que está lá por causa de uma pequena queimadura sofrida na aula de economia doméstica. Eles entram e Miyano se encarrega de cuidar dele, o que cativa Sasaki. Miyano se oferece para acompanhá-lo até sua casa e Sasaki questiona o porquê, mas fica desapontado quando Miyano afirma ser motivado por obrigação. Chega o dia do festival cultural e Miyano e Kuresawa visitam a turma de Sasaki e Hirano, onde estão organizando um café cosplay voltado para delinquentes. | |                  |                  |                    |                         |
| 10 | "Paixão" Transliteração: "Koi." (em japonês: 恋。) | Shunji Yoshida   | Sayuri Ōba       | Toshinori Watanabe | 14 de março de 2022     |
| No café, Hanzawa está lendo a sorte e Miyano tem uma sessão com ele. Ele pede conselhos para se sentir mais confiante em seus desejos e Hanzawa o aconselha a seguir em frente mesmo que esteja inseguro. Enquanto Sasaki observa de longe, a competição de cross-dressing acontece e termina com Miyano sendo nomeado vice-campeão. O festival termina e os dois garotos assistem aos fogos de artifício juntos da escola. Miyano, envergonhado pelo afeto declarado de Sasaki por ele e não disposto a arriscar machucá-lo, pede mais tempo para lhe dar uma resposta. Sasaki concorda, escondendo sua própria ansiedade e impaciência. Algum tempo depois, no shopping, Miyano encontra Sasaki, que está fazendo compras com sua irmã mais velha e Ogasawara. Ogasawara pergunta a Miyano o que ele acha de Sasaki, e Miyano timidamente diz que o admira. Sasaki intervém antes que Ogasawara possa insistir e muda de assunto. Sasaki e Miyano assistem a um filme yaoi juntos, com uma plateia majoritariamente feminina, e depois ouvem dois outros espectadores especulando inocentemente sobre um encontro. Miyano finalmente admite que está apaixonado por Sasaki.                  | |                  |                  |                    |                         |
| 11 | "O que Devo Fazer com Esse Sentimento?" Transliteração: "Kono Kanjō o Dōshitara Ii." (em japonês: この感情をどうしたらいい。)                                 | Naoki Murata     | Yuka Yamada      | Rebun Koiwai       | 21 de março de 2022     |
| Hanzawa vê Sasaki e Miyano no cinema e percebe a atração mútua. Miyano decide contar a Sasaki o que sente por ele, mas luta para criar coragem. Ele é persuadido a adiar ainda mais sua confissão após ouvir uma superstição de que casais que se juntam pouco antes do Natal se separam logo depois. Durante as férias de inverno, Miyano encontra Hanzawa e seu irmão mais velho no shopping. Hanzawa se lembra de como seus dois irmãos mais velhos se assumiram para a mãe na presença dele e da irmã. O intervalo termina, mas Miyano não consegue encontrar tempo a sós com Sasaki para se confessar. Finalmente, ele consegue combinar de ir para casa com ele depois da escola. Sasaki pergunta por que ele sempre troca o braço em que carrega a mochila quando o vê, e Miyano explica que é um hábito que ele desenvolveu para que sua mochila não bata nele quando caminham juntos. Tocado pelo gesto sutil, Sasaki tenta beijá-lo, mas Miyano inadvertidamente o empurra. Sasaki foge envergonhado e envergonhado. | |                  |                  |                    |                         |
| 12 | "Amanhã" Transliteração: "Ashita." (em japonês: 明日。) | Takehiro Ueno    | Yoshiko Nakamura | Shinji Ishihira    | 28 de março de 2022     |
| Miyano corre atrás de Sasaki, mas não consegue alcançá-lo. Do lado de fora da escola, ele encontra Hanzawa e Hirano e pede ajuda a eles. Hanzawa conta a ele como seus irmãos enfrentaram o estigma social e discutiram com seus parceiros, mas diz que acredita que ele e Sasaki seriam felizes juntos e encoraja Miyano a persegui-lo. Miyano sai para vê-lo em sua casa enquanto Sasaki chega em casa e se castiga por violar seus limites com Miyano. Hirano deixa uma mensagem de voz para Sasaki alegando falsamente que ele esqueceu algumas de suas coisas na esperança de encontrar Miyano no caminho de volta para a escola. De fato, Sasaki acaba encontrando Miyano na estação de trem e eles vão para um parque vazio para conversar sozinhos. Sasaki pede perdão por ultrapassar a linha em seus avanços, mas para sua surpresa Miyano diz a ele que ele retribui seus sentimentos e eles se beijam. Depois, Sasaki convida Miyano para sair novamente, e ele aceita, e eles finalmente trocam números de telefone. Na cena pós-créditos, Sasaki e Miyano contam aos amigos da escola que agora são um casal.                                                                    | |                  |                  |                    |                         |
| 13 (OVA) | "Uma História de um Pouco Antes de Perceber o Amor" Transliteração: "Koi ni Kizuku Mae no Chotto Shita Hanashi." (em japonês: 恋に気づく前のちょっとした話。) | Mizuki Kobayashi | Yoshiko Nakamura | Shinji Ishihira    | 27 de julho de 2022     |
| Algumas semanas antes de Sasaki e Miyano começarem a namorar, o comitê disciplinar da escola muda de diretoria. Um aluno relata que um chaveiro em forma de vaca que lhe foi dado pela namorada desapareceu e Hanzawa se encarrega de encontrá-lo. Enquanto ele e seus amigos o procuram, Kuresawa questiona Sasaki sobre se ele e Miyano estão juntos. Sasaki diz que não, mas não nega ter sentimentos por ele, e Kuresawa promete apoiá-los, não importa o que aconteça. Miyano interrompe a conversa e Kuresawa, presumindo que Sasaki não confessou e não querendo envergonhá-lo, mente e diz que Sasaki o está ajudando com a lição de casa. No entanto, Sasaki se sente desconfortável por ser desonesto com Miyano e, mais tarde, revela a ele o verdadeiro motivo da conversa. Eles encontram um gato carregando uma chave na boca, que acaba sendo a chave perdida da sala do conselho estudantil. O chaveiro de vaca é encontrado lá dentro logo depois. | |                  |                  |                    |                         |

## Recepção
O mangá venceu a enquete de web mangás da edição especial de 10.º aniversário da Pixiv Comic em maio de 2023. Em 27 de agosto de 2024, Sasaki to Miyano foi banido nas escolas do distrito Brevard Public Schools, na Flórida, por retratar um relacionamento romântico entre garotos, além de o livro ser lido da direita para a esquerda.